# 앨리슨 스테드먼
앨리슨 스테드먼(Alison Steadman, OBE, 1946년 8월 26일 ~ )는 잉글랜드의 배우이다.

## 출연 작품

### 영화
- 베러맨 (2024) - 베티 역
- 23 웍스 (2020)
- 노인 부대 (2016)
- 굿바이 마이 프렌드 (2015)
- 더 데이 마이 난 다이드 (2011)
- 컨페티 (2006)
- 피터 셀러스의 삶과 죽음 (2004)
- 청키 몽키 (2001)
- 비밀과 거짓말 (1996)
- 그래도 베니스가 좋다 (1992)
- 여자의 이별 (1989)
- 바론의 대모험 (1989)
- 클락와이즈 (1986)
- 어 프라이빗 펑크션 (1984)
- 키퍼뱅 (1984)
- 영광의 챔피언 (1983)
- 에스더 워터스 (1977)
- 크라운 코트 (1972)
- Z 카스 (1962)

### 텔레비전
- 오만과 편견 (1995)
- 개빈과 스테이시 (2007-10, 2019, Gavin & Stacey)
- 아가사 크리스티 : 미스 마플 (2007, Agatha Christie's Marple) - 누명(Ordeal by Innocence) 편
- 플레이하우스 프레젠트 (2012, Playhouse Presents)
- 더 신디케이트 (2013, The Syndicate)
- 부머스 (2014-16, Boomers)